# Котурич
45°29′ пн. ш. 17°26′ сх. д. / 45.48° пн. ш. 17.43° сх. д.
Котурич (хорв. Koturić) — населений пункт у Хорватії, у Пожезько-Славонській жупанії у складі міста Пакраць.

## Населення
Населення за даними перепису 2011 року становило 11 осіб.
Динаміка чисельності населення поселення:

## Клімат
Середня річна температура становить 9,83 °C, середня максимальна – 23,10 °C, а середня мінімальна – -5,77 °C. Середня річна кількість опадів – 929 мм.
| Клімат поселення                              | Клімат поселення | Клімат поселення | Клімат поселення | Клімат поселення | Клімат поселення | Клімат поселення | Клімат поселення | Клімат поселення | Клімат поселення | Клімат поселення | Клімат поселення | Клімат поселення | Клімат поселення |
| Показник                                      | Січ.             | Лют.             | Бер.             | Квіт.            | Трав.            | Черв.            | Лип.             | Серп.            | Вер.             | Жовт.            | Лист.            | Груд.            |                  |
| Середній максимум, °C                         | 6,07             | 7,58             | 11,61            | 14,90            | 20,00            | 23,10            | 22,71            | 22,14            | 18,40            | 14,21            | 8,78             | 4,76             |                  |
| Середня температура, °C                       | 0,15             | 1,66             | 5,69             | 9,00             | 14,07            | 17,17            | 19,25            | 18,69            | 14,94            | 10,76            | 5,33             | 1,31             |                  |
| Середній мінімум, °C                          | −5,77            | −4,26            | −0,23            | 3,07             | 8,15             | 11,25            | 15,80            | 15,24            | 11,48            | 7,31             | 1,88             | −2,15            |                  |
| Норма опадів, мм                              | 56               | 52               | 62               | 77               | 86               | 108              | 87               | 90               | 75               | 79               | 87               | 70               |                  |
| Середньомісячна швидкість вітру, м/с          | 2.30             | 2.56             | 2.80             | 2.70             | 2.46             | 2.20             | 2.14             | 2.04             | 2.12             | 2.28             | 2.36             | 2.38             |                  |
| Середньомісячна сонячна радіація, кДж/м²·день | 4388             | 7133             | 10860            | 15119            | 19166            | 21073            | 22036            | 19539            | 14683            | 9227             | 4998             | 3701             |                  |
| --------------------------------------------- | ---------------- | ---------------- | ---------------- | ---------------- | ---------------- | ---------------- | ---------------- | ---------------- | ---------------- | ---------------- | ---------------- | ---------------- | ---------------- |
| Джерело:                                      |                  |                  |                  |                  |                  |                  |                  |                  |                  |                  |                  |                  |                  |